# Human Torch
The Human Torch er en fiktiv superhelt , der optræder i Amerikanske tegneserier udgivet af Marvel Comics. Karakteren er et af de første medlemmer af Fantastic Four. En lignende karakter med samme navn og evner blev lavet i 1939 af forfatteren Carl Burgos for Marvel Comics' forgænger selskab, Timely Comics.
Ligesom resten af de Fantastiske Fire, fik Jonathan "Johnny" Storm sine evner på et rumskib, der blev bombarderet med kosmisk stråling. Hans evner er, at han kan ændre sin krop til en "menneskelig flamme", han kan absorbere flammer uden skade til egen krop, og kontrollere omkringliggende flammer af ren og skær viljestyrke."Flame on!", som The Human Torch råber, når han aktiverer sine evner, er blevet hans slagord.
Som yngste medlem af gruppen er han fræk og utålmodig i forhold til sine tilbageholdende og medfølende ældre søster, Susan Storm, hans fornuftige svoger, Reed Richards, og den brummende Ben Grimm.

## Offentliggørelses historie
Skabt af forfatteren Stan Lee og kunstneren Jack Kirby, Johnny Storms versionen af Human Torch dukkede først op i De Fantastiske Fire #1 (nov. 1961), som del af De Fantastiske Fire.

## Fiktiv biografi

### Tidligt liv
Johnny voksede op i Glenville, New York, en fiktiv forstad på Long Island. 

## Romantik
Human Torch har været involveret i flere romatiske forhold gennem årene, herunder, men ikke begrænset til, Umenneskelig Krystal, Frankie Raye, Skrull agent Lyja forklædt som Alicia Masters, og den Atlantiske Namorita.